# Старикова, Светлана Ивановна
Светла́на Ива́новна Ста́рикова (род. 15 декабря 1944, Курск, РСФСР, СССР) — советская и российская актриса театра, кино и озвучивания.

## Биография
Родилась 15 декабря 1944 года в Курске. Мать работала пекарем на хлебозаводе, отец был работником профсоюза.
В 1951 году семья переехала в Кишинёв, где родители девочки развелись. В 1953 году Светлана вместе с мамой переехала в Киев, где начала учиться в киевской 70-й средней школе. В 1961 году, получиа аттестат об окончании средней школы, уехала в Москву, где подала документы во ВГИК. По результатам конкурса была принята на актёрский факультет. В 1966 году окончила ВГИК и была зачислена в труппу Театра-студии киноактёра при киностудии «Мосфильм».
Впервые снялась в фильме «Мне двадцать лет» (1962—1964) в роли Веры Журавлёвой, сестры Сергея. Последний фильм с участием С. И. Стариковой вышел в 1988 году, где актриса сыграла роль секретарши директора химкомбината в фильме «Происшествие в Утиноозёрске». С 1974 года занимается озвучиванием.

## Творчество

### Фильмография
- 1962—1964 — Мне двадцать лет — Вера Журавлёва, сестра Сергея
- 1963 — Большие и маленькие — Тася
- 1965 — Время, вперёд! — Настенька
- 1965 — Звонят, откройте дверь — поклонница скрипача Коркина
- 1965 — Похождения зубного врача
- 1967 — На два часа раньше — воспитательница детсада
- 1968 — Зигзаг удачи — Ира
- 1968 — Золотой телёнок — Зося Синицкая
- 1968 — Урок литературы — официантка
- 1968 — Цветик-семицветик — мама Жени, волшебница, королева Полярной Звёзды
- 1969 — Суровые километры — Гутя Дробот
- 1969 — Я его невеста — Катя Васина
- 1970 — Вас вызывает Таймыр — Люба Попова
- 1970 — Как стать мужчиной (киноальманах) — мама Жени
- 1970 — На дальней точке — Нина
- 1970 — Сочинение — Светлана Михайловна
- 1970 — Тайна железной двери — учительница географии
- 1971 — Джентльмены удачи — Таня, девушка на улице
- 1971 — Ехали в трамвае Ильф и Петров — пассажирка трамвая
- 1971 — Поженились старик со старухой — Светлана Ивановна
- 1971 — Слушайте на той стороне — Озерцова
- 1972 — Горы зовут — медсестра
- 1972 — Пятьдесят на пятьдесят — секретарь Понса
- 1972 — Страдания молодого Геркулесова — секретарша
- 1972–1973 — Большая перемена — эпизод
- 1974 — Белая дорога — попутчица
- 1974 — Птицы над городом — учительница
- 1975 — Без права на ошибку — Валентина Жемарина
- 1975 — Весна двадцать девятого — Ксения Ивановна, секретарь Григория Гая
- 1976 — Обычный месяц — Анна Борисовна
- 1976 — «Сто грамм» для храбрости (киноальманах, первая история) — спутница докладчика
- 1977 — А у нас была тишина… — почтальон
- 1977 — Мы говорим по-русски (29 серия) — девушка на улице
- 1978 — Живите в радости — Галя
- 1982 — Берегите мужчин! — Ольга
- 1985 — Грядущему веку — Клавдия Ивановна Дондукова
- 1985 — Жил отважный капитан — мама Таси
- 1985 — Фитиль (282 серия)
- 1986 — Была не была — учительница Елизавета Фёдоровна
- 1988 — Происшествие в Утиноозёрске — секретарша директора химкомбината

### Участие в фильмах
- 2005—2008 — Необъяснимо, но факт — ведущая, текст, озвучивание

### Озвучивание
- 1974 — Китайский квартал (США)
- 1974 — Преступник и его досье (Югославия)
- 1974 — Торговцы смертью (Италия) — Элиза
- 1982 — Крик павлина (СССР)
- 1982 — Начало пути (СССР) — Ламара
- 1982 — Нечто (США)
- 1982 — Три брата (сомнение); (Индия)
- 1983 — Алло, такси (Югославия)
- 1983 — Голубые горы, или Неправдоподобная история (СССР) — секретарша (роль Нино Тутберидзе)
- 1983 — Неукротимый (Франция)
- 1984 — Конан–разрушитель (США)
- 1984 — Роман с камнем (США) — Элейн (роль Мэри Эллен Трейнор)
- 1984 — Терминатор (США)
- 1985 — Никто, кроме тебя (Мексика)
- 1985 — Чёрный котёл (США)
- 1987 — Наполеон и Жозефина. История любви (США)
- 1987 — Свидание вслепую (США)
- 1987 — Трое из нас (СССР)
- 1987 — Черри–2000 (США)
- 1988 — Баловень судьбы (Франция)
- 1988 — Замужем за Мафией (США)
- 1988 — Над законом (США)
- 1988 — Налево от лифта (Франция) — Марильда
- 1991 — Детектив Варшавски (США) — В. И. Варшавски (роль Кэтлин Тёрнер)
- 1993 — Возврата нет (США) — Аманда
- 1993 — Неспящие в Сиэтле (США)
- 1997 — Золотая клетка[исп.] (Мексика)
- 1998 — Елизавета (Великобритания)
- 1998 — Проблески надежды (США)
- 1998 — Ронин (США)
- 1999 — Жена астронавта (США)
- 1999 — Скуби-Ду и призрак ведьмы (США) — Торн
- 2000 — Чужой билет (США)
- 2000—2005 — Приключения Джеки Чана (США)
- 2002 — 8 женщин (Франция)
- 2001 — Пришельцы в Америке (США)
- 2004 — У моря (США, Германия, Великобритания)
- 2004 — Ходячий замок (Япония) — Ведьма Пустоши
- 2005 — Ходят слухи (США) — Митци (роль Кэти Бэйтс)
- 2006 — Блондинка в шоколаде/Пообещай это! (США)
- 2006 — Делай ноги (Австралия, США)
- 2006 — Знать бы, что я гений (США) — мама (роль Вупи Голдберг)
- 2006 — Козырные тузы (Великобритания, Франция, США)
- 2006 — Разрисованная вуаль (США, Китай)
- 2007 — Кто вы, мистер Брукс? (США)
- 2007 — Порок на экспорт (Великобритания, Канада, США)
- 2008 — Роковой выбор (США)
- 2008 — Женщины (США)
- 2009 — Хатико: самый верный друг (США)
- 2009 — Типа крутой охранник (США)
- 2010 — Доброе утро (США)
- 2010 — Одноклассники (США)
- 2010 — План Б (США)
- 2010—2017 — Шерлок (Великобритания) — мисс Хадсон
- 2011 — Красная шапочка (США)
- 2011 — Мужчины в большом городе 2 (Германия)
- 2011—2013 — Гранд–отель (Испания)
- 2011—2014 — Великолепный век (Турция) — Дайе Хатун (роль Семы Кечик)
- 2012 — Комната бабочек (Италия, США)
- 2012 — Очень опасная штучка (США)
- 2012 — Полетта. Во все тяжкие (Франция) — Полетта (роль Бернадетт Лафон)
- 2012 — Раз! Два! Три! Умри! (Великобритания)
- 2013 — Заклятие (США)
- 2022 — Три тысячи лет желаний (Австралия, США) — Клементина
- 2023 — До встречи на Венере (США) — миссис Ротсуэлл (роль Марджори Гланц)
- 2023 — Дворец (Италия, Польша, Франция, Швейцария) — Элис (роль Дженьюэри Пиромалло)
- 2024 — Второй акт (Франция) — заинтригованная фигурантка
- 2024 — Марчелло Мио (Франция, Италия) — Стефания Сандрелли
- 2024 — Время жить (Великобритания) — Калотта (роль Сью Уоллес)
- 2024 — Приключения Паддингтона 3 (США, Великобритания, Франция, Япония) — тётушка Люси